# Cryptopygus
Cryptopygus är ett släkte av urinsekter. Cryptopygus ingår i familjen Isotomidae.

## Dottertaxa tillCryptopygus, i alfabetisk ordning[1][2]
- Cryptopygus agreni
- Cryptopygus albaredai
- Cryptopygus albus
- Cryptopygus ambus
- Cryptopygus andinus
- Cryptopygus annobonensis
- Cryptopygus anomala
- Cryptopygus antarcticus
- Cryptopygus aquae
- Cryptopygus araucanus
- Cryptopygus arcticus
- Cryptopygus axayacatl
- Cryptopygus badasa
- Cryptopygus beijiangensis
- Cryptopygus benhami
- Cryptopygus binoculatus
- Cryptopygus bipunctatus
- Cryptopygus bituberculatus
- Cryptopygus caecus
- Cryptopygus campbellensis
- Cryptopygus cardusi
- Cryptopygus caussaneli
- Cryptopygus cinctus
- Cryptopygus cisantarcticus
- Cryptopygus clavatus
- Cryptopygus coeruleogriseus
- Cryptopygus constrictus
- Cryptopygus debilis
- Cryptopygus decemoculatus
- Cryptopygus delamarei
- Cryptopygus dubius
- Cryptopygus elegans
- Cryptopygus exilis
- Cryptopygus hirsutus
- Cryptopygus indecisus
- Cryptopygus indicus
- Cryptopygus insignis
- Cryptopygus interruptus
- Cryptopygus kahuziensis
- Cryptopygus lamellatus
- Cryptopygus lapponicus
- Cryptopygus lawrencei
- Cryptopygus loftyensis
- Cryptopygus mauretanica
- Cryptopygus maximus
- Cryptopygus minimus
- Cryptopygus nanjiensis
- Cryptopygus nidicola
- Cryptopygus novaezealandiae
- Cryptopygus novazealandia
- Cryptopygus oeensis
- Cryptopygus parallelus
- Cryptopygus parasiticus
- Cryptopygus patagonicus
- Cryptopygus pentatomus
- Cryptopygus perisi
- Cryptopygus pilosus
- Cryptopygus ponticus
- Cryptopygus pseudominuta
- Cryptopygus quadrioculatus
- Cryptopygus quinqueoculatus
- Cryptopygus reagens
- Cryptopygus riebi
- Cryptopygus scapellifer
- Cryptopygus scapelliferus
- Cryptopygus separatus
- Cryptopygus sphagneticola
- Cryptopygus subalpinus
- Cryptopygus subantarcticus
- Cryptopygus sverdrupi
- Cryptopygus tasmaniensis
- Cryptopygus thermophilus
- Cryptopygus travei
- Cryptopygus tricuspis
- Cryptopygus tridentatus
- Cryptopygus triglenus
- Cryptopygus trioculatus
- Cryptopygus vtorovi
- Cryptopygus yosiii
- Cryptopygus zenderi